# Hylocharis sapphirina
Colibri-safira ou beija-flor-safira (nome científico: Hylocharis sapphirina) é uma espécie de ave da família Trochilidae, encontrada na América do Sul. São vistas frequentemente em copas de árvores na beira da mata e capoeira.

## Características
O Beija-flor-safira é uma ave de porte pequeno, de aproximadamente 9 centímetros e 4,4 gramas de massa corporal. O bico possui coloração vermelha e ponta preta. As penas das costas são verdes e as da cauda marrom. As penas da garganta e peito são azul indo para o roxo. As fêmeas são diferenciadas pelas penas da parte inferior do bico de cor ocre e a plumagem das partes inferiores são esbranquiçadas.
Seu canto possui 5000 Hz de frequência e intensidade sonora de 20 dB.
São aves de hábitos diurnos e solitárias e possuem a capacidade de hibernar.

## Alimentação
Sua principal fonte de alimentação é o néctar e depois os insetos artrópodes.

## Reprodução
De reprodução dioicia, a fêmea coloca dois ovos por reprodução. A construção do ninho, em formato minúsculo, é exclusivamente feito pela fêmea.

## Distribuição geográfica
Foram reportadas a presença do Beija-flor-safira no Paraguai, Argentina. Brasil, Suriname, Peru, Equador, Venezuela e Guiana Francesa.
No Brasil foi reportado do rio Madeira, no estado do Amazonas até o estado do Belém do Pará e do estado da Alagoas até São Paulo.